# Gestüt Ammerland
Le Gestüt Ammerland est élevage et une écurie de chevaux de courses allemand. 

## Histoire
Le haras a été fondé en 1909 en Bavière. Depuis 1909, celui-ci s'est illustré, tant par des chevaux élevés puis vendus ou des chevaux restés sous les couleurs du haras. La plupart des chevaux de l'écurie sont confiés à André Fabre à Chantilly,. En 2022, le propriétaire de l'écurie annonce un ralentissement d'un élevage qui a vu naître les principaux représentants de la casaque, mais aussi le champion appartenant à Coolmore Hurricane Run,,. En décembre 2023, c'est tout l'effectif qui passe en vente, Dietrich von Boetticher annonçant la fermeture définitive du haras.

## Palmarès
Allemagne
- Derby allemand – 2 – Borgia (1997), Boreal (2001)
- Grand Prix de Baden – 1 – Borgia (1997)

 France
- Prix de l'Arc de Triomphe – 1 – Waldgeist (2019)
- Prix du Jockey Club – 1 – Lope de Vega (2010)
- Prix de Diane – 1 – Golden Lilac (2011)
- Grand Prix de Saint Cloud – 1 – Waldgeist (2018)
- Prix Ganay – 1 – Waldgeist (2019)
- Critérium de Saint-Cloud – 1 – Waldgeist (2016)
- Poule d'Essai des Poulains – 1 – Lope de Vega (2010)
- Poule d'Essai des Pouliches – 1 – Golden Lilac (2011)
- Prix d'Ispahan – 1 – Golden Lilac (2012)
- Prix Vermeille – 1 – Baltic Baroness (2014)

 Royaume-Uni
- Coronation Cup – 1 – Boreal (2002)